# Miguel Darío Miranda y Gómez
Miguel Darío Miranda y Gómez (né le 19 décembre 1895 à León au Mexique et mort le 15 mars 1986 dans la même ville) est un cardinal mexicain de l'Église catholique du XXe siècle, créé par le pape Paul VI.

## Biographie
Miguel Darío Miranda y Gómez étudie à León et à Rome.  Après son ordination, Miranda fait du travail pastoral dans le diocèse de León et y est professeur  au séminaire. Il est directeur du secrétariat social national en 1925-1926 et est emprisonné et exilé pendant les persécutions de 1926-1929.
Miranda est nommé évêque de Tulancingo en 1937. En 1955 il est promu archevêque titulaire de Sélymbrie (de) et nommé coadjuteur de Mexico. En 1956 il est transféré à l'archidiocèse de Mexico. Il assiste  au Concile Vatican II (1962-1965).
Le pape Paul VI le crée cardinal lors du consistoire du 28 avril 1969.